# Kirkhill Cruck Cottage
Das Kirkhill Cruck Cottage ist ein Wohngebäude in der schottischen Ortschaft Kirkhill in der Council Area Highland. 2016 wurde das Bauwerk in die schottischen Denkmallisten in der höchsten Denkmalkategorie A aufgenommen.

## Geschichte
Das Kirkhill Cruck Cottage wurde im 18. Jahrhundert errichtet. Cottages, deren Dachstühle durch gebogene Eichenholzstreben (Crucks) aufgespannt werden, zählen zu den traditionellen schottischen Wohnbauformen der Crofter des 18. und 19. Jahrhunderts. Heute sind nur noch sehr wenige dieser Gebäude erhalten. Ein weiteres Beispiel ist das Torthorwald Cruck Cottage im südschottischen Torthorwald. 
Einst Teil einer Gruppe ähnlicher Cottages, nimmt das Kirkhill Cruck Cottage heute ein separates Grundstück jenseits eines Bauprojekts aus dem mittleren 20. Jahrhunderts ein. Nach der Schlacht bei Culloden versteckten die MacDonalds-Besitzer dort zwei Monate lang zwei Flüchtige. Das Gebäude war bis 1948 bewohnt als die Bewohner einen nahegelegenen Neubau bezogen. Mit Ausnahme des Umbaus des Kamins im 19. Jahrhundert ist das Kirkhill Cruck Cottage weitgehend im Originalzustand erhalten. Der Denkmalschutz umfasst nicht den Anbau aus dem 20. Jahrhundert.
2015 wurde das Kirkhill Cruck Cottage in das Register gefährdeter denkmalgeschützter Bauwerke in Schottland aufgenommen. Der Zustand des leerstehenden Gebäudes wird als sehr schlecht bei gleichzeitig moderatem Risiko auf Verschlechterung eingestuft.

## Beschreibung
Das Kirkhill Cruck Cottage steht abseits des Fingask Drive. Drei Crucks spannen das steil geneigte Dach des eingeschossigen Cottages auf. Heute zur Konsolidierung mit Wellblech gedeckt, sind noch Überreste der ursprünglichen Reeteindeckung sichtbar. Da sich der umgebende Grund des drei Achsen weiten Gebäudes erhöht, ist das Cottage teilweise eingesunken und wirkt flacher. Sein Mauerwerk besteht aus grob zu Quadern behauenem Feldstein. An der Südostseite führt eine kleine Tür ins Innere. Insgesamt sind drei kleine Fenster eingelassen. Der Innenraum ist in drei Räume untergliedert. Die Innenmauern bestehen aus lehmverfülltem Geflecht. Der Ziegelherd mit Kamin wurde im Laufe des 19. Jahrhunderts verändert.